# Ebrahim Golestan
Ebrahim Golestan (in persiano ابراهیم گلستان‎; Shiraz, 19 ottobre 1922 – Sussex, 22 agosto 2023) è stato un regista, sceneggiatore e scrittore iraniano.
Era considerato un pioniere nel campo cinematografico e documentaristico iraniano.

## Biografia
Figlio di un editore, studiò legge all'Università di Teheran, ma abbandonò gli studi per dedicarsi all'attività di scrittore e giornalista. Pubblicò la prima raccolta di racconti, Azar Maahe Akhare Payeez, nel 1949. Fu traduttore di autori anglofoni mai precedentemente tradotti in Iran, tra cui Ernest Hemingway, al cui stile fu spesso paragonato. Per alcuni anni fu membro del Partito Iraniano del Tudeh, collaborando con i quotidiani ufficiali del partito, Rahbar e Mardom.
Iniziò la sua attività cinematografica girando brevi documentari industriali commissionati dalla National Iranian Oil Company. Successivamente fondò una propria casa di produzione, la "Golestan Film Studio". Il suo primo documentario di un certo valore artistico viene comunemente considerato Az Ghatreh ta Darya ("Da una goccia al mare", 1957), mentre la fama internazionale arriva con Yek Atash ("Un incendio", 1961), cronaca di un incendio avvenuto nel 1958 nei pozzi di petrolio di Ahvaz che richiese oltre due mesi per essere domato, che riceve una menzione dalla giuria al Festival del cinema di Venezia.
Nel 1963 e nel 1972 diresse i suoi soli film di finzione, Mattone e specchio (Khesht Va Ayeneh) e Asrare Ganje Dareye Geni. Nel 1975, dopo aver venduto la sua casa di produzione, decise di trasferirsi in Sussex, in Inghilterra, dove si concentrò sulla sua attività letteraria.
Golestan è morto nel 2023, ultracentenario.